# Asger Aaboe
Asger Hartvig Aaboe (Copenhague, 26 de abril de 1922 – North Haven, Connecticut, 19 de janeiro de 2007) foi um historiador da ciência e da matemática dinamarquês, conhecido por suas contribuições para a história da astronomia babilônica. Em seus estudos da astronomia babilônica foi além das análises em termos da matemática moderna, a fim de buscar entender como os babilônios concebiam seus esquemas computacionais.
Aaboe estudou matemática e astronomia na Universidade de Copenhague, e em 1957 obteve um PhD em história da ciência na Universidade Brown, orientado por Otto Neugebauer, com a tese "On Babylonian Planetary Theories". Em 1961 ingressou no Departamento de História da Ciência e Medicina da Universidade Yale, servindo como catedrático de 1968 a 1971, onde continuou uma carreira ativa até aposentar-se em 1992. Em Yale, seus alunos de doutorado incluem Alice Slotsky e Noel Swerdlow.
Foi eleito membro da Real Academia Dinamarquesa de Ciências em 1975, servindo como presidente da Connecticut Academy of Arts and Sciences de 1970 a 1980.

## Publicações selecionadas
- Episodes from the Early History of Mathematics, New York: Random House, 1964.
- "Scientific Astronomy in Antiquity", Philosophical Transactions of the Royal Society of London, A.276, (1974: 21–42).
- "Mesopotamian Mathematics, Astronomy, and Astrology", The Cambridge Ancient History (2nd. ed.), Vol. III, part 2, chap. 28b, Cambridge: Cambridge University Press, 1991, ISBN 978-0-521-22717-9
- Episodes from the Early History of Astronomy, New York: Springer, 2001, ISBN 0-387-95136-9.